# Robert Willis
Reverendo Robert Willis (Londres, 27 de fevereiro de 1800 - 28 de fevereiro de 1875) foi um acadêmico inglês. Foi o primeiro professor de Cambridge a ganhar reconhecimento generalizado como engenheiro mecânico. Foi também o primeiro a definir o estudo científico das vogais em uma base respeitável.